# Det Europæiske Økonomiske og Sociale Udvalg
Det Europæiske Økonomiske og Sociale Udvalg (forkortet EØSU) er et rådgivende organ for den Europæiske Union. Det blev oprettet i 1957 og yder ekspertbistand til de store EU-institutioner (Europa-Kommissionen, Rådet og Europa-Parlamentet) – blandt andet ved at afgive "udtalelser" om EU-lovgivningsforslag. Desuden udarbejder udvalget såkaldte "initiativudtalelser," hvor rådet behandler spørgsmål, som rådet mener, bør tages op. En af udvalgets vigtigste opgaver er, at bygge bro mellem EU's institutioner og det "organiserede civilsamfund." Udvalget er med til at styrke den rolle, som civilsamfundets organisationer spiller, ved at indgå i en "struktureret dialog" med interesseorganisationer i EU's medlemslande og i resten af verden.
EØSUs medlemmer repræsenterer en bred vifte af økonomiske, sociale og kulturelle interessegrupper i medlemslandene. De er opdelt i tre grupper: "Arbejdsgivere Arkiveret 25. november 2020 hos  Wayback Machine," "Arbejdstagere Arkiveret 6. november 2020 hos  Wayback Machine" og "Diversitet Europa Arkiveret 27. november 2020 hos  Wayback Machine" (for eksempel landbrugsorganisationer, forbrugerorganisationer, miljøorganisationer, familieorganisationer og NGO'er).